# Yasuhikotakia morleti
Yasuhikotakia morleti és una espècie de peix de la família dels cobítids i de l'ordre dels cipriniformes.

## Morfologia
- Fa 10 cm de llargària màxima i és de color marró daurat (de vegades, amb una sèrie de franges estretes als individus joves).
- 12-13 radis tous a l'aleta dorsal i 9-10 a l'anal.
- Aleta dorsal amb 7-9 radis ramificats.
- 28-30 vèrtebres.
- Presenta uns pocs punts negres a l'aleta caudal.
- Les femelles madures tenen un abdomen més arrodonit que els mascles.[2][3][4][5][6]

## Reproducció
És ovípar.

## Alimentació
Es nodreix de mol·luscs i d'invertebrats bentònics.

## Hàbitat i distribució geogràfica
És un peix d'aigua dolça, demersal i de clima tropical (26 °C-30 °C), el qual viu a Àsia: la Tailàndia peninsular, Laos, el Vietnam i Cambodja, incloent-hi les conques dels rius Mekong, Chao Phraya i Mae Klong
. Fa migracions estacionals com a part del seu cicle de vida i, per tant, es pot trobar a diversos tipus d'hàbitat en funció de l'època de l'any (des de canals principals fluvials fins a petites conques tributàries i zones temporalment inundades). Comparteix gran part de la seua àrea de distribució amb Yasuhikotakia lecontei, Yasuhikotakia modesta i Syncrossus helodes, mentre que al riu Mun (el nord-est de Tailàndia) comparteix el seu hàbitat amb Acantopsis choirhynchos, Lepidocephalichthys hasselti, Barbonymus altus, Barbonymus gonionotus, Cyclocheilichthys apogon, Cyclocheilichthys repasson, Discherodontus ashmeadi, Epalzeorhynchos frenatum, Esomus metallicus, Hampala dispar, Hampala macrolepidota, Mystacoleucus marginatus, Opsarius koratensis, Osteochilus hasseltii, Raiamas guttatus, Rasbora borapetensis, Rasbora dusonensis, Rasbora rubrodorsalis, Rasbora trilineata, Puntius orphoides, Puntius partipentazona, Gyrinocheilus aymonieri, Trichopodus pectoralis, Trichopodus trichopterus, Trichopsis pumila, Trichopsis vittata, Pseudomystus siamensis, Mystus singaringan, Kryptopterus cryptopterus i Mastacembelus favus.

## Vida en captivitat
És una espècie comú en aquariofília i pot compartir el seu aquari amb altres espècies moderadament agressives (com ara, Yasuhikotakia eos, Yasuhikotakia lecontei, Yasuhikotakia modesta i Syncrossus).

## Observacions
És inofensiu per als humans.